# Hufeisenstempel (Poststempel)

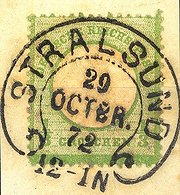
Beispiel für einen Hufeisenstempel

Der Hufeisenstempel ist eine im 19. Jahrhundert in Deutschland benutzte Form des Poststempels mit Tagesdatum und zusätzlicher Stundenangabe. Dieser Stempel ist wegen der Ähnlichkeit mit dem Hufeisen so benannt. Die ersten Hufeisenstempel gab es im April 1864 im Postamt Köln mit damaliger Schreibweise „Coeln“. Hufeisenstempel waren in Gebrauch in Preußen, dem Norddeutschen Postbezirk, Lübeck, Württemberg und Sachsen. Ab Gründung der Deutschen Reichspost im Jahr 1871 fand er dort noch Verwendung. Zum Teil wurden diese Stempel noch bis in die 1880er Jahre verwendet. Außer in den deutschen Gebieten gab es die Stempelform noch in Chile. Es gibt zwei grundlegend verschiedene Varianten dieses Stempels, entweder mit Steg oder ohne. Der Stempel mit Steg wird Steigbügelstempel genannt, dabei sind die beiden Enden des Hufeisenumrisses durch eine Linie miteinander verbunden.

## Geschichte
Schon im 19. Jahrhundert spielte die Zeitangabe auf Poststücken eine zunehmende Rolle. Vor allem bei größeren Postämtern mit erhöhter Ein- und Abgangsfrequenz an Beförderungsgut, wurde schon Ende der 1820er Jahre dazu übergegangen, Stempelwerkzeuge zu verwenden, die über eine Stundenangabe (sogenannte Zeitgruppen) verfügten.
Ab dann benutzte man Stundenstempel. Dies bedeutete, dass für jede zu dokumentierende Stunde ein eigenes Stempelwerkzeug vorlag. Später wurden Stempelwerkzeuge mit Halte- und Steckvorrichtungen verwendet. Da das Umstecken der Lettern in der Regel sehr umständlich war und viel Zeit in Anspruch nahm, ersann man eine elegantere Lösung:
Die Zeitgruppen wurden auf einer drehbaren Walze befestigt und konnten mittels Feststellvorrichtung eingerastet werden.
Um mit einer Walze zusätzlich zum Tagesdatum die Uhrzeit im unteren Bereich aufdrucken zu können, benötigte natürlich einen gewissen Platz und da die mechanischen Möglichkeiten damals noch nicht so weit fortgeschritten waren, musste die zu jener Zeit übliche Zweikreisform der Deutschen Stempel aufgebrochen werden und so entstand diese Hufeisenform.
Der Hufeisenstempel wurde durch den nach seinem Erfinder Julius Klaucke benannten Klaucke-Stempel abgelöst.